# Vaigai
Vaigai (en tamoul : வையை, /ʋaɪ̯jaɪ̯/), également connu sous le nom de Kritamala (en sanskrit : कृतमाला, /kɾɨt̪əmɑːlɑː/),est un fleuve situé dans l'État du Tamil Nadu en Inde, passant notamment à Madurai. 

## Géographie
Il prend sa source sur le Plateau de Periyar dans les Ghâts occidentaux, il coule d'Ouest en Est et se jetait dans le Détroit de Palk : en effet il s'épuise avant d'atteindre son embouchure.